# 鳩山町立鳩山中学校
鳩山町立鳩山中学校（はとやまちょうりつ はとやまちゅうがっこう）は、埼玉県比企郡鳩山町熊井にある町立の中学校である。

## 概要
- 鳩山町にある唯一の中学校であり、鳩山町全域が校区である。

## 沿革
- 1947年4月1日 - 鳩山村立鳩山中学校として開校する。
- 1982年（昭和57年）4月1日 - 町制施行により、鳩山町立鳩山中学校として開校する。

## 生徒数
- 1990年代前半は鳩山ニュータウンの居住者によって生徒数800人以上を超えていたが、ニュータウン居住者の年代別世代構成・都心回帰によって生徒数が減少し、現在は300人前後である。[1]

## 校区
- 鳩山町立今宿小学校
- 鳩山町立亀井小学校
- 鳩山町立鳩山小学校

## 出身者
- 須江航（野球指導者）
- 吉田秀行（ボニージャックス）
- 小川知也（政治家、鳩山町長）